# 陕西广播电视台交通广播
陕西广播电视台交通广播，简称陕西交通广播，初名“陕西交通音乐频率”，2003年改为现名，以播出资讯、汽车、服务、音乐类节目为主要内容。

## 节目
- 交通今日谈
- 916大视野
- 动感星球
- 下班快乐
- 爱车916
- 我的汽车有话说
- 车游中国
- 我爱我家
- 一品长安

## 主持人
- 刘凯
- 刘烨
- 岳磊
- 乐心
- 张金
- 旭东
- 麦子
- 郑伟
- Susan
- 思远